# Thông Chilgoza
Pinus gerardiana, được biết đến như là thông Chilgoza, 'noosa', hay 'neoza', là một loài thông bản địa tây bắc Himalaya ở miền đông Afghanistan, Pakistan và tây bắc Ấn Độ, sinh sống tới cao độ khoảng 1.800-3.350 m. Nó thường mọc lẫn với thông trắng Himalaya (Pinus wallichiana) và tuyết tùng Deodar (Cedrus deodara).
Là một loài cây thân gỗ cao tới 10–25 m thường với tán lá rộng, sâu với các cành dài mọc thẳng đứng. Tuy nhiên, tán lá sẽ hẹp và nông hơn khi mọc trong rừng rậm. Vỏ cây rất dễ bong, bị bóc ra để lộ ra các mảnh màu lục xám nhạt, tương tự như ở loài có quan hệ gần là thông vỏ trắng Trung Hoa (Pinus bungeana). Các cành nhỏ nhẵn và có màu xanh ô liu. Các lá hình kim, mọc thành chùm 3 lá dài 6–10 cm, cứng, màu lục bóng trên mặt ngoài, với các đường khí khổng màu lục-lam trên mặt trong;vỏ bao rụng trong năm đầu tiên. Các nón dài 10–18 cm, rộng 9–11 cm khi mở ra, với vả nhăn, phản ngược và mấu cong vào trong tại các vảy phần đế. Hạt dài 17–23 mm và rộng 5–7 mm, với lớp vỏ mỏng và cánh dạng phôi thai.

## Sử dụng

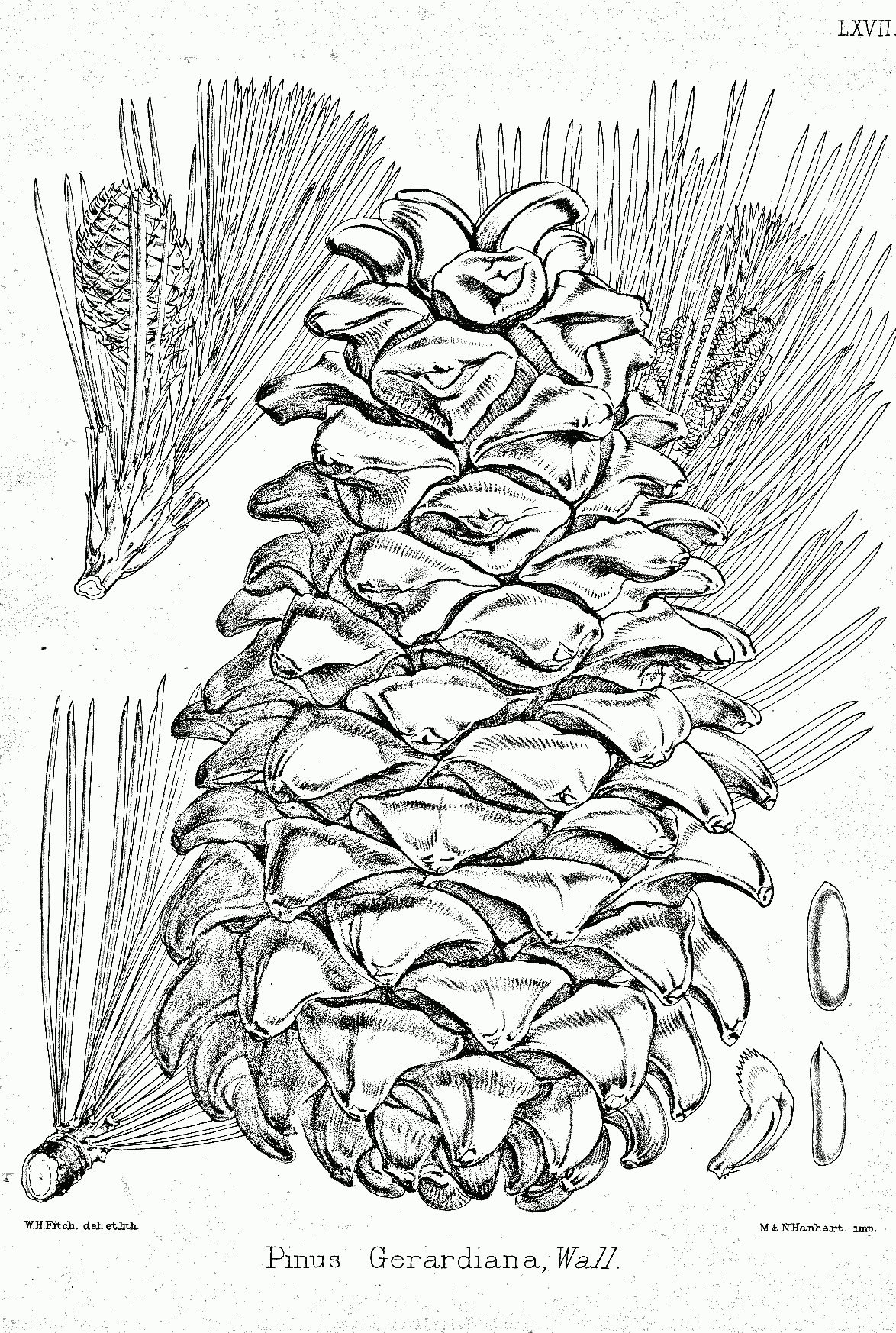
Minh họa

Thông Chilgoza có hạt có thể ăn được, giàu cacbohydrat và protein. Hạt được người dân địa phương đưa ra thị trường với các tên gọi "chilgoza", "neja", "neje". Hạt thông Chilgoza là một trong những nguồn tạo thu nhập quan trọng cho các bộ tộc sinh sống tại khu vực Kinnaur, bang Himachal Pradesh, Ấn Độ.

## Thông tin khác
Loài này được liệt kê ở mức độ rủi ro thấp là gần bị đe dọa. Tuy nhiên, việc đốn hạ thái quá và chăn thả gia súc tích cực đang gây ra vấn đề chậm phục hồi, có thể dẫn tới tuyệt chủng loài thông này. Cục Lâm nghiệp bang Himachal Pradesh đã cố gắng gieo trồng thông Chilgoza ở nhiều nơi nhưng kết quả không khả quan.
Tên khoa học của nó là để ghi công đại úy Gerard, một sĩ quan người Anh tại Ấn Độ. Nó du nhập vào Anh năm 1839, nó mọc tốt trong các khu vực ấm và khô ở đông nam nước này, nhưng ít được trồng.